# (6118) Mayuboshi
(6118) Mayuboshi est un astéroïde de la ceinture principale.

## Description
(6118) Mayuboshi est un astéroïde de la ceinture principale. Il fut découvert le 31 août 1986 à La Silla par Henri Debehogne. Il présente une orbite caractérisée par un demi-grand axe de 2,48 UA, une excentricité de 0,16 et une inclinaison de 3,6° par rapport à l'écliptique.

## Nom
La citation de nommage dit :

« Il y a un poème japonais dont le sujet est le mont Bizan dans le Manyosyu, une anthologie de l'époque de Nara. Le mont Bizan est une petite montagne qui ressemble à un sourcil et qui est l'un des symboles de Tokushima. Ce nom fantaisiste utilise le caractère pour sourcil, "mayu", associé à "boshi" (étoile). »

— Minor Planet Circular 103029

## Compléments